# 501(c)-organisatie
Een 501(c)-organisatie is een organisatie zonder winstbejag volgens de federale belastingwet in de Verenigde Staten. Sectie 501(c) omvat een dertigtal types van organisaties zonder winstbejag, die daarom van sommige of alle federale inkomstenbelastingen worden vrijgesteld. 
In de wet wordt naar de organisaties verwezen onder de nummers 501(c)(1) tot 501(c)(29), naargelang de categorie, gaande van coöperaties over Kamers van Koophandel tot liefdadigheidsgroepen. 
Een van de bekendste categorieën is het type 501(c)(3), voor organisaties met een sociaal, religieus, educatief, liefdadig, wetenschappelijk, literair, of sportief (amateurs) doel. Ook verenigingen voor dierenwelzijn vallen hieronder. 